# Operación Cartago
La Operación Cartago (en inglés: Operation Carthage) fue un ataque aéreo desarrollado por la Real Fuerza Aérea Británica el 21 de marzo de 1945 en Copenhague, Dinamarca, durante la Segunda Guerra Mundial. El objetivo del bombardeo era el edificio Shellhus, cuartel general de la Gestapo en el centro de la ciudad, que se utilizaba para almacenar expedientes y torturar e interrogar a ciudadanos daneses. La Resistencia danesa había solicitado a los británicos que hicieran una redada contra el lugar. El edificio fue destruido, liberando a 18 prisioneros e interrumpiendo las actividades nazis contra la resistencia en Dinamarca. Parte del ataque se dirigió por error contra una escuela cercana; el ataque causó la muerte de 125 civiles, incluidos 86 alumnos y 18 adultos.

## Antecedentes

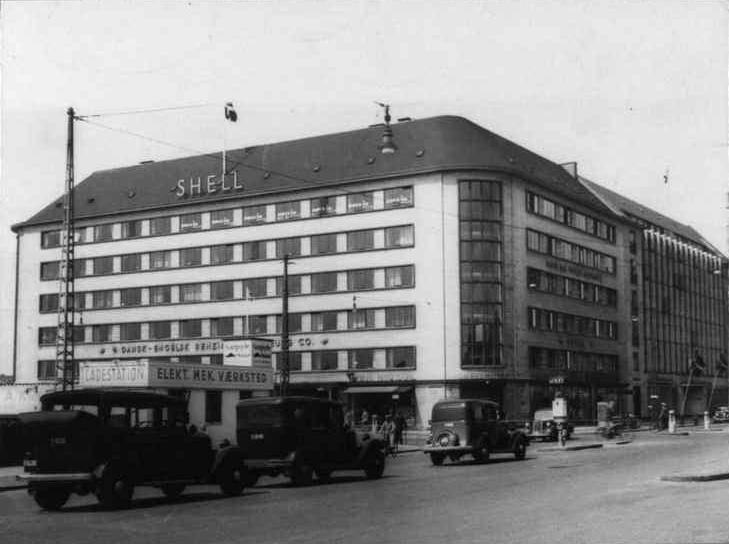
El edificio Shellhus antes del bombardeo.

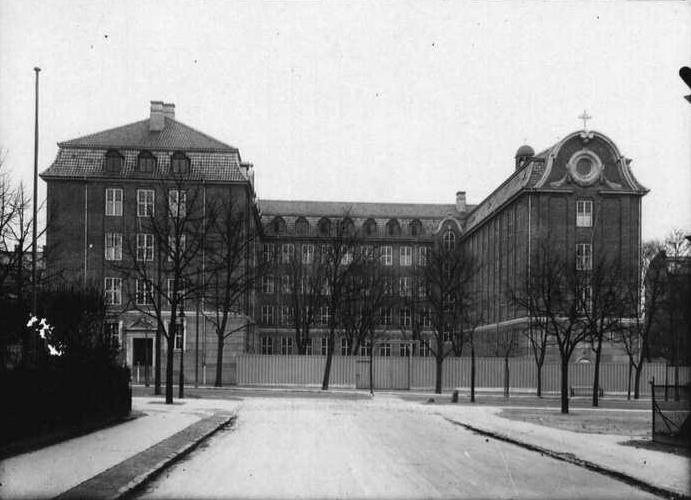
Instituto Jeanne d'Arc, la escuela católica de Frederiksberg bombardeada por la RAF.

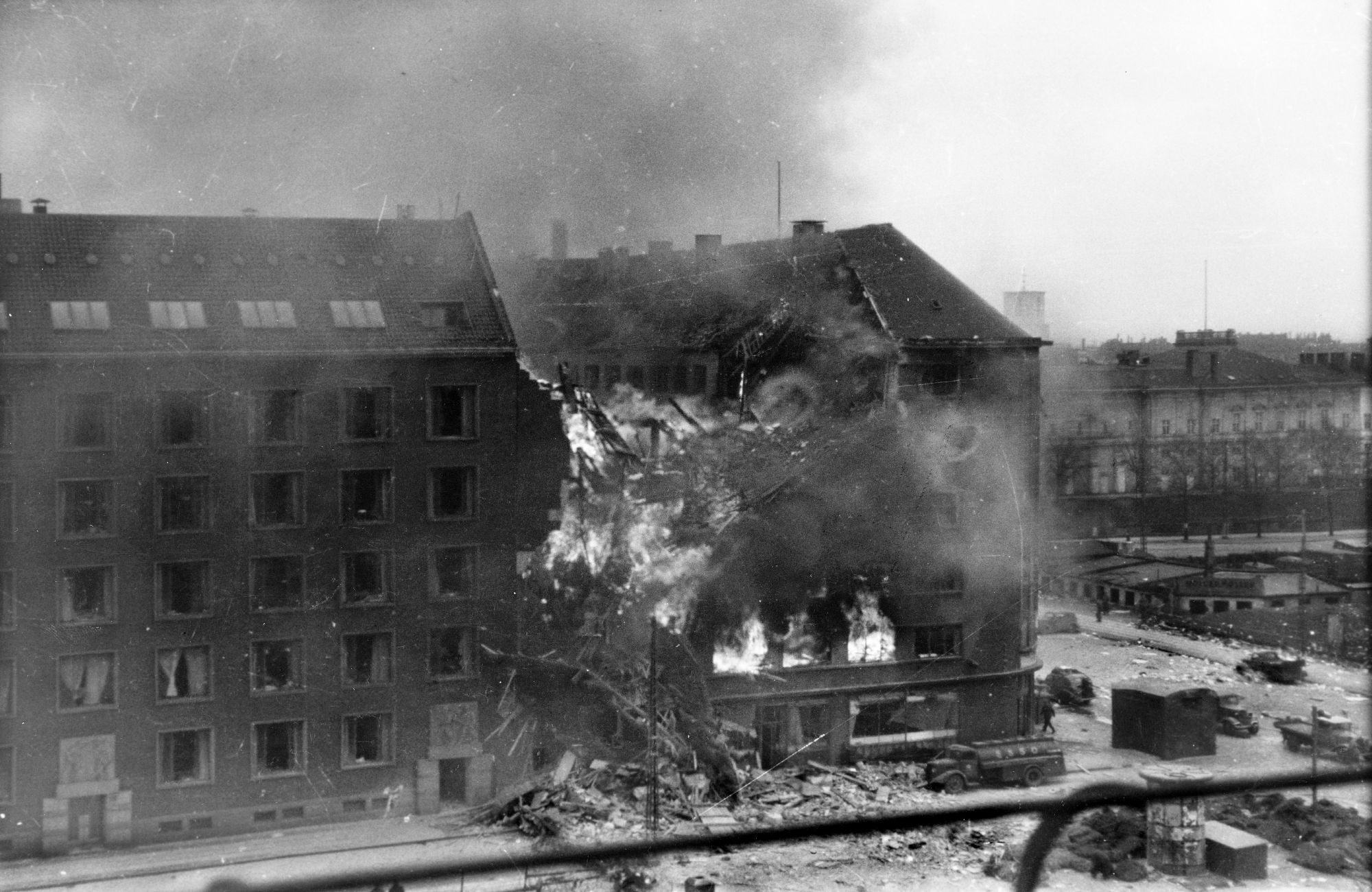
El Shellhus ardiendo tras el bombardeo aliado.

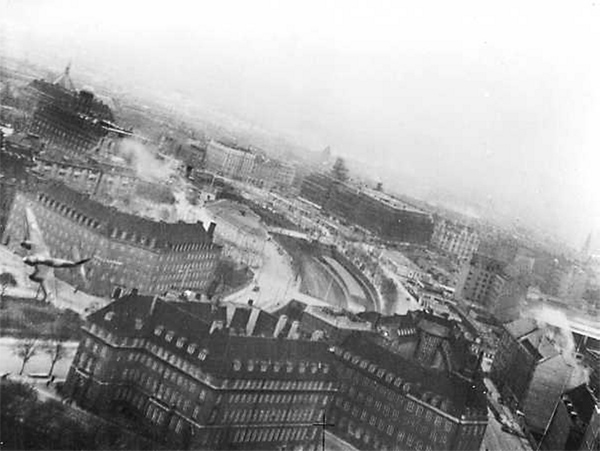
Las oficinas de la Gestapo en el Shellhus durante la Operación Cartago.

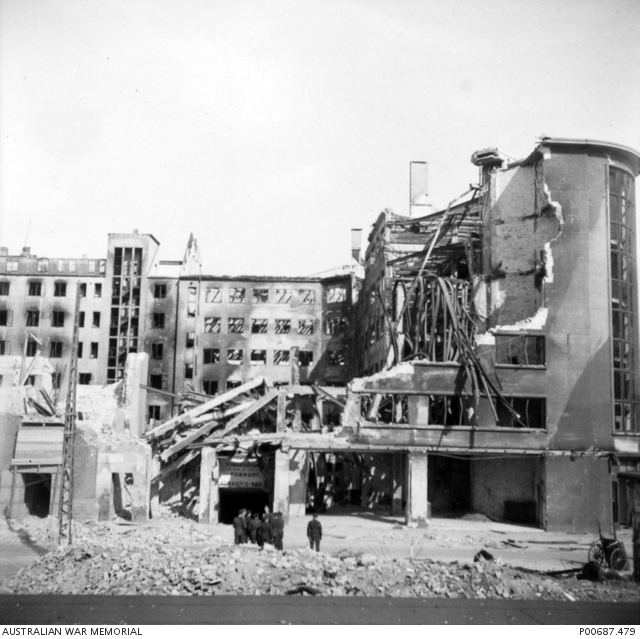
Ruinas del Shellhus después del ataque.

La incursión fue solicitada por el movimiento de resistencia danés para liberar a los miembros encarcelados y destruir los registros de la Gestapo, desbaratando sus operaciones. En un principio, la RAF rechazó la solicitud por considerarla demasiado arriesgada, debido a su ubicación en el bullicioso centro urbano de la capital danesa y a la necesidad de realizar el bombardeo a baja altura, pero a principios de 1945 se aprobó el ataque aéreo tras reiteradas peticiones. Una vez aprobada la operación, la planificación del ataque duró varias semanas; se construyeron modelos a escala del edificio objetivo y de la ciudad circundante para que los pilotos y los navegantes los utilizaran en la preparación de un ataque a muy baja altura.

## Ataque
Las fuerzas de ataque estaban conformadas por varios cazabombarderos de Havilland Mosquito F.B.VI de la Real Fuerza Aérea, contando igualmente con el apoyo de dos escuadrones de la Real Fuerza Aérea Australiana y de la Real Fuerza Aérea de Nueva Zelanda. Los aviones atacaron en tres oleadas de seis bombarderos, con dos Mosquito B.IV de reconocimiento de la Unidad de Producción Cinematográfica de la Real Fuerza Aérea grabando los resultados del ataque. Treinta cazas Mustang de la RAF dieron cobertura aérea y atacaron los cañones antiaéreos durante el bombardeo.
Las aeronaves salieron del aeródromo de Fersfield (al suroeste de Norwich) por la mañana y llegaron a Copenhague después de las 11:00. El ataque se llevó a cabo a baja altura y durante la primera oleada un Mosquito chocó contra un poste de luz, dañando su ala y estrellándose contra la escuela católica femenina Jeanne d'Arc, a unos 1,5 kilómetros del objetivo, incendiándola. Varios bombarderos de la segunda y tercera oleada bombardearon accidentalmente dicha escuela ubicada en la municipalidad de Frederiksberg, confundiéndola con su objetivo.

## Resultado
Al día siguiente, un avión de reconocimiento inspeccionó el lugar para evaluar los resultados. Los daños eran graves, con el ala oeste del edificio de seis plantas reducida prácticamente al nivel del suelo. La policía danesa facilitó una fotografía en la que se apreciaba el edificio ardiendo de punta a punta. El bombardeo destruyó el cuartel general y los archivos de la Gestapo, afectando gravemente las operaciones de la policía secreta en Dinamarca y permitiendo la fuga de 18 prisioneros. Cincuenta y cinco soldados alemanes, 47 empleados daneses de la Gestapo y ocho prisioneros murieron en el Shellhus. Cuatro bombarderos Mosquito y dos cazas Mustang cayeron en combate y nueve aviadores aliados murieron. En la escuela Jeanne d'Arc murieron 86 estudiantes y 18 adultos, muchos de ellos monjas.
El 14 de julio de 1945, se recuperaron de las ruinas del Shellhus los restos de un varón no identificado, que fueron trasladados al Departamento de Medicina Forense de la Universidad de Copenhague. Otro individuo fue hallado cuatro días más tarde y las dos víctimas fueron enterradas en el cementerio de Bispebjerg el 4 y el 21 de septiembre, respectivamente.

## Cultura popular
La película danesa Una sombra en mi ojo (2021) está inspirada en el ataque aéreo y la destrucción del Instituto Juana de Arco.